# 全河哲
全河哲（전하철，1928年4月22日—），北韓政治家，任職內閣副總理、朝鮮勞動黨中央委員會中央委員及最高人民會議代議員。

## 生平
全河哲出生於兩江道西部的金亨稷郡，後於金日成綜合大學畢業。1962年，他出任內閣事務局局長。1970年，成為內閣地質總局總局長以及黨中央委員會的候補委員。1982年，首次當選為最高人民會議代議員。翌年，被任命為兩江道的行政經濟指導委員會委員長，並晉升為黨央委員會中央委員。兩年後，獲金日成勛章。
1986年，全河哲連任為代議員。在隨後的一年，即被提拔為黨中央委員會的副部長。1989年2月，獲起用為資源開發部部長。1990年，除第三度出任代議員外，還成為最高領導人金日成的責任書記。1992年，再得金日成勛章。1994年7月，金日成離世，全河哲被繼承人金正日納為治葬委員會的委員。2006年，出任黨計劃財政部副部長。2010年6月，一舉被任命為內閣副總理和國家學位授予委員會委員長 。2012年，第三次得到金日成勛章。

## 資料來源
1. 1 2 3 4 5 6 7 8  .   [2014-05-16]. （原始内容存档于2019-09-22）.
2. ↑  
"전하철 새 부총리 략력" 《勞動新聞》 2010 6 7